# Ашик Вейсель
Ашик Вейсель (псевдоним, имя при рождении Вейсель Шатыроглу, 25 октября 1894 — 21 марта 1973) — турецкий слепой поэт и певец.

## Биография
Родился 25 октября 1894 года в селении Сивриалан, расположенном около города Шаркышла. В детстве он, как и две его сестры, заболел оспой. Сёстры Вейселя умерли, он выжил, но потерял зрение. На тот момент ему было лишь 7 лет.
Несмотря на слепоту, Вейсель с помощью отца научился играть на багламе. Он играл и пел народные песни.
В начале 1920-х годов Вейсель женился, но вскоре жена бросила его. У супругов было двое детей, мальчик и девочка, они оба рано умерли.
В 1930-м году Вейсель познакомился с политиком Ахметом Кутси Теджером. Увлекавшийся фольклором Теджер заинтересовался Вейселем и сыграл значительную роль в его продвижении. Теджер организовал тур Вейселя по городам Турции, после создания сельских институтов Вейсель преподавал там, обучая игре на багламе.
В 1965 году Великое национальное собрание Турции «за вклад в турецкий язык и национальную солидарность» наградило Вейселя ежемесячной выплатой в размере 500 лир (около 200 долларов).
Умер 21 марта 1973 года в родном селении Сивриалан.
Ряд артистов Турции, в том числе Сельда Багджан, Хюмейра, Гюльден Карабоджек, Фикрет Кызылок, Барыш Манчо и Эсин Афшар, записали кавер-версии стихов Вейселя.